# Kapelica (Labin)
Pour les articles homonymes, voir Kapelica.
Kapelica est une localité de Croatie située en Istrie, dans la municipalité de Labin, dans le comitat d'Istrie. En 2001, la localité comptait 573 habitants.

## Démographie
| 1948 | 1953 | 1961 | 1971 | 1981 | 1991 | 2001 |
| ---- | ---- | ---- | ---- | ---- | ---- | ---- |
| 390  | 363  | 351  | 262  | 301  | 434  | 573  |